# Séries éliminatoires de la Coupe Stanley 1990
Année précédente Année suivante
Les séries éliminatoires de la Coupe Stanley 1990 font suite à la saison 1989-1990 de la Ligue nationale de hockey. Les Oilers d'Edmonton remportent le trophée en battant en finale les Bruins de Boston sur le score de 4 matchs à 1.

## Arbre de qualification
|  | Quarts de finale d'association | Quarts de finale d'association | Quarts de finale d'association |   |                     | Demi-finales d'association | Demi-finales d'association | Demi-finales d'association |  |    | Finales d'association | Finales d'association | Finales d'association |  |    | Finale de la Coupe Stanley | Finale de la Coupe Stanley | Finale de la Coupe Stanley |
|  |                                |                                |                                |   |                     |                            |                            |                            |  |    |                       |                       |                       |  |    |                            |                            |                            |
|  | A1                             | Boston                         | 4                              |   |                     |                            |                            |                            |  |    |                       |                       |                       |  |    |                            |                            |                            |
|  | A4                             | Hartford                       | 3                              |   |                     |                            |                            |                            |  |    |                       |                       |                       |  |    |                            |                            |                            |
|  | A4                             | Hartford                       | 3                              |   | A1                  | Boston                     | 4                          |                            |  |    |                       |                       |                       |  |    |                            |                            |                            |
|  |                                |                                |                                |   | A1                  | Boston                     | 4                          |                            |  |    |                       |                       |                       |  |    |                            |                            |                            |
|  |                                | A3                             | Montréal                       | 1 |                     |                            |                            |                            |  |    |                       |                       |                       |  |    |                            |                            |                            |
|  | A3                             | A3                             | Montréal                       | 1 | Montréal            | 4                          |                            |                            |  |    |                       |                       |                       |  |    |                            |                            |                            |
|  | A3                             |                                |                                |   | Montréal            | 4                          |                            |                            |  |    |                       |                       |                       |  |    |                            |                            |                            |
|  | A2                             | Buffalo                        | 2                              |   |                     |                            |                            |                            |  |    |                       |                       |                       |  |    |                            |                            |                            |
|  | A2                             | Buffalo                        | 2                              |   |                     |                            |                            |                            |  | A1 | Boston                | 4                     |                       |  |    |                            |                            |                            |
|  | Association Prince de Galles   |                                |                                |   |                     |                            |                            |                            |  | A1 | Boston                | 4                     |                       |  |    |                            |                            |                            |
|  |                                | P3                             | Washington                     | 0 |                     |                            |                            |                            |  |    |                       |                       |                       |  |    |                            |                            |                            |
|  | P1                             | P3                             | Washington                     | 0 | Rangers de New York | 4                          |                            |                            |  |    |                       |                       |                       |  |    |                            |                            |                            |
|  | P1                             |                                |                                |   | Rangers de New York | 4                          |                            |                            |  |    |                       |                       |                       |  |    |                            |                            |                            |
|  | P4                             | Islanders de New York          | 1                              |   |                     |                            |                            |                            |  |    |                       |                       |                       |  |    |                            |                            |                            |
|  | P4                             | Islanders de New York          | 1                              |   | P1                  | Rangers de New York        | 1                          |                            |  |    |                       |                       |                       |  |    |                            |                            |                            |
|  |                                |                                |                                |   | P1                  | Rangers de New York        | 1                          |                            |  |    |                       |                       |                       |  |    |                            |                            |                            |
|  |                                | P3                             | Washington                     | 4 |                     |                            |                            |                            |  |    |                       |                       |                       |  |    |                            |                            |                            |
|  | P3                             | P3                             | Washington                     | 4 | Washington          | 4                          |                            |                            |  |    |                       |                       |                       |  |    |                            |                            |                            |
|  | P3                             |                                |                                |   | Washington          | 4                          |                            |                            |  |    |                       |                       |                       |  |    |                            |                            |                            |
|  | P2                             | New Jersey                     | 2                              |   |                     |                            |                            |                            |  |    |                       |                       |                       |  |    |                            |                            |                            |
|  | P2                             | New Jersey                     | 2                              |   |                     |                            |                            |                            |  |    |                       |                       |                       |  | A1 | Boston                     | 1                          |                            |
|  |                                |                                |                                |   |                     |                            |                            |                            |  |    |                       |                       |                       |  | A1 | Boston                     | 1                          |                            |
|  |                                | S2                             | Edmonton                       | 4 |                     |                            |                            |                            |  |    |                       |                       |                       |  |    |                            |                            |                            |
|  | N1                             | S2                             | Edmonton                       | 4 | Chicago             | 4                          |                            |                            |  |    |                       |                       |                       |  |    |                            |                            |                            |
|  | N1                             |                                |                                |   | Chicago             | 4                          |                            |                            |  |    |                       |                       |                       |  |    |                            |                            |                            |
|  | N4                             | Minnesota                      | 3                              |   |                     |                            |                            |                            |  |    |                       |                       |                       |  |    |                            |                            |                            |
|  | N4                             | Minnesota                      | 3                              |   | N1                  | Chicago                    | 4                          |                            |  |    |                       |                       |                       |  |    |                            |                            |                            |
|  |                                |                                |                                |   | N1                  | Chicago                    | 4                          |                            |  |    |                       |                       |                       |  |    |                            |                            |                            |
|  |                                | N2                             | Saint-Louis                    | 3 |                     |                            |                            |                            |  |    |                       |                       |                       |  |    |                            |                            |                            |
|  | N3                             | N2                             | Saint-Louis                    | 3 | Toronto             | 1                          |                            |                            |  |    |                       |                       |                       |  |    |                            |                            |                            |
|  | N3                             |                                |                                |   | Toronto             | 1                          |                            |                            |  |    |                       |                       |                       |  |    |                            |                            |                            |
|  | N2                             | Saint-Louis                    | 4                              |   |                     |                            |                            |                            |  |    |                       |                       |                       |  |    |                            |                            |                            |
|  | N2                             | Saint-Louis                    | 4                              |   |                     |                            |                            |                            |  | N1 | Chicago               | 2                     |                       |  |    |                            |                            |                            |
|  | Association Campbell           |                                |                                |   |                     |                            |                            |                            |  | N1 | Chicago               | 2                     |                       |  |    |                            |                            |                            |
|  |                                | S2                             | Edmonton                       | 4 |                     |                            |                            |                            |  |    |                       |                       |                       |  |    |                            |                            |                            |
|  | S1                             | S2                             | Edmonton                       | 4 | Calgary             | 2                          |                            |                            |  |    |                       |                       |                       |  |    |                            |                            |                            |
|  | S1                             |                                |                                |   | Calgary             | 2                          |                            |                            |  |    |                       |                       |                       |  |    |                            |                            |                            |
|  | S4                             | Los Angeles                    | 4                              |   |                     |                            |                            |                            |  |    |                       |                       |                       |  |    |                            |                            |                            |
|  | S4                             | Los Angeles                    | 4                              |   | S4                  | Los Angeles                | 0                          |                            |  |    |                       |                       |                       |  |    |                            |                            |                            |
|  |                                |                                |                                |   | S4                  | Los Angeles                | 0                          |                            |  |    |                       |                       |                       |  |    |                            |                            |                            |
|  |                                | S2                             | Edmonton                       | 4 |                     |                            |                            |                            |  |    |                       |                       |                       |  |    |                            |                            |                            |
|  | S3                             | S2                             | Edmonton                       | 4 | Winnipeg            | 3                          |                            |                            |  |    |                       |                       |                       |  |    |                            |                            |                            |
|  | S3                             |                                |                                |   | Winnipeg            | 3                          |                            |                            |  |    |                       |                       |                       |  |    |                            |                            |                            |
|  | S2                             | Edmonton                       | 4                              |   |                     |                            |                            |                            |  |    |                       |                       |                       |  |    |                            |                            |                            |

## Demi-finales de division

### Association Prince de Galles

#### Boston contre Hartford
| 5 avril | Bruins de Boston | 3-4 | Whalers de Hartford |  |

| 7 avril | Bruins de Boston | 3-1 | Whalers de Hartford |  |

| 9 avril | Whalers de Hartford | 5-3 | Bruins de Boston |  |

| 11 avril | Whalers de Hartford | 5-6 | Bruins de Boston |  |

| 13 avril | Bruins de Boston | 3-2 | Whalers de Hartford |  |

| 15 avril | Whalers de Hartford | 3-2 (pr) | Bruins de Boston |  |

| 17 avril | Bruins de Boston | 3-1 | Whalers de Hartford |  |

Boston gagne la série 4–3.

#### Buffalo contre Montréal
| 5 avril | Sabres de Buffalo | 4-1 | Canadiens de Montréal |  |

| 7 avril | Sabres de Buffalo | 0-3 | Canadiens de Montréal |  |

| 9 avril | Canadiens de Montréal | 2-1 (pr) | Sabres de Buffalo |  |

| 11 avril | Canadiens de Montréal | 2-4 | Sabres de Buffalo |  |

| 13 avril | Sabres de Buffalo | 2-4 | Canadiens de Montréal |  |

| 15 avril | Canadiens de Montréal | 5-2 | Sabres de Buffalo |  |

Montréal gagne la série 4–2.

#### Islanders de New York contre Rangers de New York
| 5 avril | Rangers de New York | 2-1 | Islanders de New York |  |

| 7 avril | Rangers de New York | 5-2 | Islanders de New York |  |

| 9 avril | Islanders de New York | 3-4 (pr) | Rangers de New York |  |

| 11 avril | Islanders de New York | 1-6 | Rangers de New York |  |

| 13 avril | Rangers de New York | 6-5 | Islanders de New York |  |

Les Rangers de New York gagnent la série 4–1.

#### New Jersey contre Washington
| 5 avril | Devils du New Jersey | 4-5 (pr) | Capitals de Washington |  |

| 7 avril | Devils du New Jersey | 6-5 | Capitals de Washington |  |

| 9 avril | Capitals de Washington | 1-2 | Devils du New Jersey |  |

| 11 avril | Capitals de Washington | 3-1 | Devils du New Jersey |  |

| 13 avril | Devils du New Jersey | 3-4 | Capitals de Washington |  |

| 15 avril | Capitals de Washington | 4-2 | Devils du New Jersey |  |

Washington gagne la série 4–2.

### Association Campbell

#### Chicago contre Minnesota
| 4 avril | Blackhawks de Chicago | 1-2 | North Stars du Minnesota |  |

| 6 avril | Blackhawks de Chicago | 5-3 | North Stars du Minnesota |  |

| 8 avril | North Stars du Minnesota | 1-2 | Blackhawks de Chicago |  |

| 10 avril | North Stars du Minnesota | 4-0 | Blackhawks de Chicago |  |

| 12 avril | Blackhawks de Chicago | 5-1 | North Stars du Minnesota |  |

| 14 avril | North Stars du Minnesota | 5-3 | Blackhawks de Chicago |  |

| 16 avril | Blackhawks de Chicago | 5-2 | North Stars du Minnesota |  |

Chicago gagne la série 4–3

#### Saint-Louis contre Toronto
| 4 avril | Blues de Saint-Louis | 4-2 | Maple Leafs de Toronto |  |

| 6 avril | Blues de Saint-Louis | 4-2 | Maple Leafs de Toronto |  |

| 8 avril | Maple Leafs de Toronto | 5-6 (pr) | Blues de Saint-Louis |  |

| 10 avril | Maple Leafs de Toronto | 4-2 | Blues de Saint-Louis |  |

| 12 avril | Blues de Saint-Louis | 4-3 | Maple Leafs de Toronto |  |

Saint-Louis gagne la série 4–1

#### Calgary contre Los Angeles
| 4 avril | Flames de Calgary | 3-5 | Kings de Los Angeles |  |

| 6 avril | Flames de Calgary | 8-5 | Kings de Los Angeles |  |

| 8 avril | Kings de Los Angeles | 1-2 (pr) | Flames de Calgary |  |

| 10 avril | Kings de Los Angeles | 12-1 | Flames de Calgary |  |

| 12 avril | Flames de Calgary | 5-1 | Kings de Los Angeles |  |

| 14 avril | Kings de Los Angeles | 4-3 (pr) | Flames de Calgary |  |

Los Angeles gagne la série 4–2

#### Edmonton contre Winnipeg
| 4 avril | Oilers d'Edmonton | 5-7 | Jets de Winnipeg |  |

| 6 avril | Oilers d'Edmonton | 3-2 (pr) | Jets de Winnipeg |  |

| 8 avril | Jets de Winnipeg | 2-1 | Oilers d'Edmonton |  |

| 10 avril | Jets de Winnipeg | 4-3 (2 pr) | Oilers d'Edmonton |  |

| 12 avril | Oilers d'Edmonton | 4-3 | Jets de Winnipeg |  |

| 14 avril | Jets de Winnipeg | 3-4 | Oilers d'Edmonton |  |

| 16 avril | Oilers d'Edmonton | 4-1 | Jets de Winnipeg |  |

Edmonton gagne la série 4–3

## Finales de division

### Association Prince de Galles

#### Boston contre Montréal
| 19 avril | Bruins de Boston | 1-0 | Canadiens de Montréal |  |

| 21 avril | Bruins de Boston | 5-4 (pr) | Canadiens de Montréal |  |

| 23 avril | Canadiens de Montréal | 3-6 | Bruins de Boston |  |

| 25 avril | Canadiens de Montréal | 4-1 | Bruins de Boston |  |

| 27 avril | Bruins de Boston | 3-1 | Canadiens de Montréal |  |

Boston gagne la série 4–1.

#### New York contre Washington
| 19 avril | Rangers de New York | 7-3 | Capitals de Washington |  |

| 21 avril | Rangers de New York | 3-6 | Capitals de Washington |  |

| 23 avril | Capitals de Washington | 7-1 | Rangers de New York |  |

| 25 avril | Capitals de Washington | 4-3 (pr) | Rangers de New York |  |

| 27 avril | Rangers de New York | 1-2 (pr) | Capitals de Washington |  |

Washington gagne la série 4–1

### Association Campbell

#### Chicago contre Saint-Louis
| 18 avril | Blackhawks de Chicago | 3-4 | Blues de Saint-Louis |  |

| 20 avril | Blackhawks de Chicago | 5-3 | Blues de Saint-Louis |  |

| 22 avril | Blues de Saint-Louis | 5-2 | Blackhawks de Chicago |  |

| 24 avril | Blues de Saint-Louis | 2-3 | Blackhawks de Chicago |  |

| 26 avril | Blackhawks de Chicago | 3-2 | Blues de Saint-Louis |  |

| 28 avril | Blues de Saint-Louis | 4-2 | Blackhawks de Chicago |  |

| 30 avril | Blackhawks de Chicago | 8-2 | Blues de Saint-Louis |  |

Chicago gagne la série 4–3

#### Edmonton contre Los Angeles
| 18 avril | Oilers d'Edmonton | 7-0 | Kings de Los Angeles |  |

| 20 avril | Oilers d'Edmonton | 6-1 | Kings de Los Angeles |  |

| 22 avril | Kings de Los Angeles | 4-5 | Oilers d'Edmonton |  |

| 24 avril | Kings de Los Angeles | 5-6 (pr) | Oilers d'Edmonton |  |

Edmonton gagne la série 4–0

## Finales d'association

### Bruins de Boston contre Capitals de Washington
Boston gagne la série 4–0 et le trophée Prince de Galles de la meilleure équipe de l'Association Prince de Galles.
| 3 mai | Bruins de Boston | 5-3 | Capitals de Washington |  |

| 5 mai | Bruins de Boston | 3-0 | Capitals de Washington |  |

| 7 mai | Capitals de Washington | 1-4 | Bruins de Boston |  |

| 9 mai | Capitals de Washington | 2-3 | Bruins de Boston |  |

### Oilers d'Edmonton contre Blackhawks de Chicago
Edmonton gagne la série 4–2 et le Trophée Clarence-S.-Campbell de la meilleure équipe de l'Association Clarence Campbell.
| 2 mai | Oilers d'Edmonton | 5-2 | Blackhawks de Chicago |  |

| 4 mai | Oilers d'Edmonton | 3-4 | Blackhawks de Chicago |  |

| 6 mai | Blackhawks de Chicago | 5-1 | Oilers d'Edmonton |  |

| 8 mai | Blackhawks de Chicago | 2-4 | Oilers d'Edmonton |  |

| 10 mai | Oilers d'Edmonton | 4-3 | Blackhawks de Chicago |  |

| 12 mai | Blackhawks de Chicago | 4-8 | Oilers d'Edmonton |  |

## Finale de la Coupe Stanley
Au cours du premier match, Petr Klíma inscrit le but de la victoire au cours de la troisième prolongation. Ce match devient le match de finale le plus long de l'histoire. Edmonton gagne la série 4 matchs à 1 et la Coupe Stanley et Bill Ranford, gardien de buts des Oilers, reçoit le trophée Conn-Smythe de meilleur joueur des séries.
| 15 mai 1990 | Bruins de Boston | 2-3 (pr) (0-1, 0-1, 2-0, 0-0, 0-0, 0-1) | Oilers d'Edmonton | 14448 |

| Feuille de match | Feuille de match                                                                                    | Feuille de match    | Feuille de match | Feuille de match |
| ---------------- | --------------------------------------------------------------------------------------------------- | ------------------- | --- | ---------------- |
|                  | - R. Bourque (C. Neely, G. Hawgood) — 43 min 43 s R. Bourque (C. Neely, G. Hawgood) — 58 min 31 s - | 0-1 0-2 1-2 2-2 2-3 | 9 min 46 s — A. Graves (J. Murphy, C. Simpson) 33 min 0 s — G. Anderson (M. Messier, R. Ruotsalainen) - 115 min 13 s — P. Klíma (J. Kurri, C. MacTavish) |                  |
| A. Moog          | Gardiens                                                                                            | B. Ranford          | |                  |
|                  | |                     | |                  |
|                  | |                     | |                  |

| 18 mai 1990 | Bruins de Boston | 2-7 (1-2, 1-4, 0-1) | Oilers d'Edmonton | 14448 |

| Feuille de match   | Feuille de match                                                                                     | Feuille de match                    | Feuille de match | Feuille de match |
| ------------------ | --- | ----------------------------------- | --- | ---------------- |
|                    | - R. Bourque (C. Neely) — 19 min 7 s G. Hawgood (R. Bourque, R. Burridge) (SN) — 22 min 56 s - - - - | 0-1 0-2 1-2 2-2 2-3 2-4 2-5 2-6 2-7 | 8 min 38 s — A. Graves (J. Murphy, R. Gregg) 10 min 53 s — J. Kurri (E. Tikkanen) (SN) - 24 min 21 s — J. Kurri (E. Tikkanen) 35 min 28 s — C. Simpson (J. Kurri) 37 min 10 s — E. Tikkanen (J. Kurri) 39 min 12 s — Murphy (S. Smith) 47 min 27 s — J. Kurri (R. Ruotsalainen, Lamb) (SN) |                  |
| A. Moog R. Lemelin | Gardiens                                                                                             | B. Ranford                          | |                  |
|                    | |                                     | |                  |
|                    | |                                     | |                  |

| 20 mai 1990 | Oilers d'Edmonton | 1-2 | Bruins de Boston |  |

| 22 mai 1990 | Oilers d'Edmonton | 5-1 | Bruins de Boston |  |

| 24 mai 1990 | Bruins de Boston | 1-4 | Oilers d'Edmonton |  |